# Давыдово (Заволжское сельское поселение)
Давыдово — деревня в Ярославском районе Ярославской области. Входит в состав Заволжского сельского поселения.

## География
Находится в восточной части Ярославской области на расстоянии приблизительно 23 км на северо-восток по прямой от станции Филино.

## История
В 1859 году здесь (деревня Даниловского уезда Ярославской губернии) было учтено 20 дворов , в 1898 — 21.

## Население
Численность населения: 130 человек (1859 год), 12 (русские 92 %) в 2002 году, 6 в 2010.